# Хаген, Фридрих-Генрих фон дер
Фридрих-Генрих фон дер Хаген (нем. Friedrich Heinrich von der Hagen; 19 февраля 1780, Ангермюнде — 11 июня 1856, Берлин) — немецкий филолог и педагог.

## Биография
Знаменитый германист. Учился в Галле-Виттенбергском университете имени Мартина Лютера, первоначально готовился к юридической профессии, но затем всецело отдался изучению древнегерманской поэзии. Будучи профессором Берлинского университета, он положил начало изучению германской филологии.
Известен как автор целого ряда исследований в области героического эпоса. Главные сочинения его:
- «Der Nibelungen Lied» (Берлин, 1807)[3]
- «Narrenbuch» (1811);
- «Lieder der ältern Edda» (1812);
- «Altnordische Lieder u. Sagen» (1814);
- «Nordische Heldenromane» (1814-28);
- «Die Eddalieder von den Nibelungen» (1815);
- «Niederdeutsche Psalmen aus der Carolinger Zeite» (1816);
- «Die Niebelungen, ihre Bedeutung für die Gegenwart u. für immer» (1819);
- «Minnesänger. Deutsche Liederdichter des XII, XIII, XIV J.» (1838).
- «Вольфдитрих»

С 1835 года издавал «Jahrbuch der berl. Gesellschaft für deutsche Sprache u. Altertumskunde».